# Boisé du Fer-à-cheval
 (septembre 2023).
Le boisé du Fer-à-cheval est une forêt située en Montérégie au Québec, couvrant 6 362 hectares de milieux naturels.

## Localisation
Ce massif forestier l’un des plus grands en Montérégie, englobe une partie des municipalités de Calixa-Lavallée, Saint-Amable, Saint-Marc-sur-Richelieu, Saint-Mathieu-de-Beloeil, Sainte-Julie, Varennes et Verchères. Il peut être divisé en deux parties :
- le bois de Verchères, qui correspond à la portion ouest du fer à cheval
- le bois de Saint-Amable, qui correspond à sa partie sud-est.

## Flore
Ce boisé au drainage généralement imparfait est composé de plusieurs érablières mixtes ou à feuillus tolérants, âgés de 70 ans et plus. Peu urbanisé, le secteur semble surtout utilisé pour la pratique d’activités acéricoles non commerciales, en plus de trois terrains de golf et d’une carrière en exploitation.

### Espèces rares
L’une des deux plus grosses populations de carex folliculé (Carex folliculata) en Montérégie a été observée dans le boisé du Fer-à-cheval. Cette plante, susceptible d’être désignée menacée ou vulnérable au Québec, est rare aussi en Ontario, au Nouveau-Brunswick et au Vermont. On la trouve dans les peuplements mixtes présentant un faible drainage des sols, dont le couvert forestier est généralement dominé par l’érable rouge (Acer rubrum), le bouleau jaune (Betula alleghaniensis), la pruche du Canada (Tsuga canadensis) et le sapin baumier (Abies balsamea).

## Protection
Le secteur n'a présentement pas de protection légale. En 2002, la Communauté métropolitaine de Montréal a défini la forêt comme bois métropolitain d'intérêt écologique. Divers organismes et groupes de citoyens avec l'aide de leur municipalité tentent depuis 2005 de sensibiliser, de protéger et de mettre en valeur le corridor forestier du mont Saint-Bruno.